# Кут-Абдалла
Кут-Абдалла́  (перс. كوت عبداله ‎) — небольшой город на юго-западе Ирана, в провинции Хузестан. Входит в состав шахрестана Ахваз.
На 2006 год население составляло 8 170 человек.
Альтернативное название: Кут-э Абдолла (Kūt-e ‘Abdollāh).

## География
Город находится на западе Хузестана, в центральной части Хузестанской равнины, на высоте 26 метров над уровнем моря.
Кут-Абдалла расположен на расстоянии нескольких километров к югу от Ахваза, административного центра провинции . Расстояние до Тегерана, столицы страны, составляет приблизительно 550 километров по направлению на северо-восток.